# The Del-Vikings
The Del-Vikings, auch unter den Bezeichnungen The Dell-Vikings oder The Del Vikings bekannt (der Name wurde zum Teil mit, zum Teil ohne Bindestrich geschrieben), waren eine US-amerikanische Doo-Wop-Gruppe, die in den 1950er Jahren einige Hit-Singles hatte. Auch in späteren Jahrzehnten machten sie weiter Schallplattenaufnahmen und tourten, wenn auch mit wechselnder personeller Besetzung. Die Del-Vikings stachen aus der Masse anderer Doo-Wop-Gruppen hervor, weil sie die erste erfolgreiche Doo-Wop-Gruppe mit gemischt ethnischer Zusammensetzung waren.

## Geschichte

### Anfänge
Die Gruppe wurde von Clarence Quick 1956 zusammen drei mit weiteren Angehörigen der US Air Force während deren Armeezeit in Pittsburgh, Pennsylvania, gegründet und nannte sich „The Del-Vikings“. Dieses erste Ensemble bestand aus Clarence Quick (Bass), Corinthian „Kripp“ Johnson (Leadsänger und Tenor), Samuel Patterson (Leadsänger und Tenor), Bernard Robertson (zweiter Tenor) und Don Jackson (Bariton), die alle Schwarze waren. Nachdem sie einen Air Force-Gesangswettbewerb in Pittsburgh gewonnen hatten, waren sie für die All Air Force Talent Show in New York qualifiziert, die sie ebenfalls in weltweiter Konkurrenz zu fast siebenhundert teilnehmenden Gruppen gewinnen konnten.
In Pittsburgh wurde die Gruppe von dem Discjockey Barry Kaye und dem Musikproduzenten Joe Averbach gemanagt, die Probeaufnahmen machen wollten. Vor diesen Probeaufnahmen wurden Patterson und Robertson zu Air Force-Standorten in Deutschland versetzt und durch Norman Wright und Dave Lerchery, dem ersten weißen Gruppenmitglied, ersetzt. Die ersten Aufnahmen gegen Ende 1956 waren reine A-cappella-Songs und wurden erst im Juli 1957 von dem Plattenlabel Luniverse Records veröffentlicht, das die Rechte an den Aufnahmen erwarb. Joe Averbach nahm die Gruppe für sein Plattenlabel Fee Bee Records unter Vertrag und veröffentlichte den Titel Come Go with Me im Januar 1957. Zu diesem Zeitpunkt war bereits ein weiterer Tausch im Ensemble vollzogen, denn auch Don Jackson wurde versetzt und durch Donald „Gus“ Backus, dem zweiten weißen Gruppenmitglied, ersetzt.

### Das Erfolgsjahr 1957
Da das kleine Fee Bee Label die Nachfrage nicht bedienen konnte, schloss Averbach einen Vertrag mit Dot um den nationalen Vertrieb zu bedienen. Die Single wurde von Dot Records vertrieben und Ende Januar 1957 unter einer Dot-Katalognummer veröffentlicht. Der Titel wurde am 16. Februar 1957 in den Billboard-Top 100 Charts platziert, hielt sich 31 Wochen und erreichte Platz 5. In den Rhythm-and-Blues-Charts landete die Single auf Platz 2. Come Go With Me war der erste Titel in den USA, mit dem eine gemischt ethnische Rock-’n’-Roll-Gruppe die Top 10 erreichte.
Im Verlauf des Erfolges von Come Go With Me veröffentlichte das Fee Bee Label im März und April 1957 zwei weitere Singles, die sich aber nicht in den Charts platzieren konnten. Fee Bee 210 mit der A-Seite What Made Maggie Run und – je nach Pressung – zwei verschiedenen B-Seiten: Uh Uh Baby oder When I Come Home. Im Juli 1957 sang John Lennon öffentlich Come Go With Me, aber textlich verändert. Im Jahr 1959 gab es eine weitere Fee Bee Veröffentlichung von What Made Maggie Run, diesmal mit Down By The Stream auf der B-Seite. 1966 wurde dann noch Fee Bee 206: Down In Bermuda / What Made Maggie Run veröffentlicht. Down In Bermuda entstammt ebenfalls der Aufnahmesession von Februar 1957. In dieser Zusammensetzung nahm die Gruppe in ihrer dritten Aufnahmesession im April 1957 auch den Hit Whispering Bells auf, der im Mai 1957 auf Fee Bee Records und auf Dot Records veröffentlicht wurde und in den US-Singles-Charts Platz 9 und in den R'n'B-Charts Platz 5 erreichte.
Im Mai 1957 spaltete sich die Gruppe. Da außer Johnson alle bei Vertragsunterzeichnung mit Fee Bee Records noch nicht volljährig gewesen waren, überredete der neue Manager der Gruppe, Al Berman, die Del-Vikings, einen neuen Vertrag bei Mercury Records zu unterschreiben, lediglich Johnson blieb bei Fee Bee und formierte unter dem Namen Del-Vikings eine neue Gruppe. Die Gruppenmitglieder Wright, Lerchey, Backus und Quick ergänzten sich durch William Blakely und nahmen im Mai 1957 für Mercury Records ihre erste Platte Cool Shake auf. Die Single erreichte in den Radio-Charts Platz 12, in den Top 100 gelangte sie jedoch lediglich bis Platz 46, in den R'n'B-Charts landete sie auf Platz 9.
Die Del-Vikings, die bei Fee Bee Records unter Vertrag waren, bestanden ab Sommer 1957 aus Kripp Johnson, Chuck Jackson, Eddie Everette, Arthur Budd und dem mittlerweile aus Deutschland zurückgekehrten Don Jackson. Zwischen Juni und Dezember 1957 veröffentlichte die Gruppe zwei Singles auf Fee Bee Records, die jedoch alle keinen Erfolg hatten.
Als die Del-Vikings im Sommer 1957 in den Hitparaden vertreten waren, erinnerte sich Luniverse Records an seine Rechte an den Demo-Tapes der ersten Aufnahmesession von Oktober 1956, unterlegte die A-cappella-Songs instrumental und veröffentlichte die acht Titel auf einem Album mit dem Titel Come Go with the Del-Vikings und eine Single mit den Songs Over The Rainbow und Hey, Senorita. Gegen die Veröffentlichung des Albums von Luniverse Records wurde sofort Klage erhoben, weil es Songmaterial enthalte, an dem Fee Bee Records Rechte habe, wodurch die weitere Vermarktung des Albums bereits kurz nach dem Erscheinen gestoppt wurde.
Mercury Records strengte ebenfalls einen Prozess diesmal gegen Fee Bee und Dot an, um die alleinigen Namensrechte an Del- bzw. Dell-Vikings zu erhalten. Im Dezember 1957 bekam Mercury von einem US-Gericht die alleinigen Rechte an dem Namen zugesprochen, und die Dell-Vikings des Fee Bee Labels benannten sich in Versatiles um. Mit Beginn der rechtlichen Auseinandersetzung hatte Dot Records sich aus dem Vertrag mit Fee Bee Records zurückgezogen und veröffentlichte ab August 1957 keine Platten der Gruppe mehr.

### Weiterer Karriereverlauf
Die Versatiles bei Fee Bee Records lösten sich auf, als Kripp Johnsons Vertrag mit Fee Bee Records 1958 auslief und er zu den Del-Vikings zurückkehrte, wo er Gus Backus ersetzte, der kurz zuvor nach Deutschland versetzt worden war, wo er nach dem Ende seiner Militärzeit blieb und eine Karriere als Schlagersänger machte. Der zweite Leadsänger der Versatiles, Chuck Jackson, begann nach Auflösung der Gruppe eine erfolgreiche Solokarriere.
1957 erschienen von den Del-Vikings 17 Singles bei vier verschiedenen Labels. Dieses Überangebot an Plattenveröffentlichungen und die zahlreichen personellen Wechsel führten dazu, dass nach 1957 die Plattenveröffentlichungen der Del-Vikings keinen Erfolg mehr hatten. 1958 beendete Mercury den Plattenvertrag, der Versuch einer Solokarriere von Kripp Johnson scheiterte 1959. Die Gruppe tourte in den Folgejahren durch die Vereinigten Staaten, trat in zahlreichen Fernsehshows auf, veröffentlichte im Oktober 1960 eine Singles bei Alpine Records. Anfang 1961 erhielten die Del-Vikings erneut einen Plattenvertrag, diesmal bei ABC Records, jedoch hatten ihre Singles keinen Erfolg. Ihre letzte Single für ABC erschien 1963, und 1965, nach einem kurzzeitigen Vertrag mit Gateway Records in 1964, löste sich die Gruppe auf.
1970 formierten sich Johnson, Blakely, Wright und Quick zu einer neuen Gruppe, die unter dem Namen Del-Vikings auftrat. 1972 verließ Johnson die Gruppe und wurde von Frank Ayres ersetzt. Im November 1972 nahmen sie die Single Come Go With Me / When You're Asleep für Scepter Records auf. Sie traten weiterhin bei Oldie-Konzerten auf, ab 1979 nach einer erneuten Spaltung der Gruppe gab es wieder zwei verschiedene Gruppen mit dem Namen Del-Vikings. Die Gruppe um Kripp Johnson löste sich auf, nachdem Johnson am 22. Juni 1990 an Krebs gestorben war. Die zweite Gruppe mit dem Namen Del-Vikings, Quick war das einzige originale Del-Vikings-Mitglied dieser Gruppe, nahm Anfang 1991 für BVM Records eine Single im Stil der 1950er Jahre auf.

### Musikhistorische Bedeutung der Gruppe
Die größten Hits der Gruppe sind dafür verantwortlich, dass sie sich auch als 'Oldies' nach wie vor großer Popularität erfreuten. Songs wie ihr „Come Go With Me“, der auch in die Rock and Roll Hall of Fame aufgenommen wurde, sind in Filmen wie American Diner, American Graffiti, American Hot Wax, Joe gegen den Vulkan und Stand by Me – Das Geheimnis eines Sommers verwendet worden.
Die US-amerikanische Musikgruppe The Beach Boys sang bei ihrer Jubiläumstournee „50 Jahre Beach Boys“ im Jahr 2012 den Del-Vikings-Hit Come Go with Me zu Ehren dieser Gruppe, die sie als eines ihrer Vorbilder für den mehrstimmigen Gesang bezeichneten.

## Diskographie
In die Diskographie werden nur die Titel aufgenommen, die sich in einer Hitparade platzieren konnten. Die Übersicht enthält folgende Angaben: Erscheinungsjahr/-monat, Titel / Titel der B-Seite, Label und US-Katalognummer, Höchstplatzierungen in den Charts: US = Billboard Pop-Charts, R&B = Billboard R&B-Charts. – Eine vollständige Singles-Diskographie findet man bei Warner, eine nicht ganz vollständige Diskographie der Singles und Alben bei Gribin / Schiff und eine Übersicht über die Alben mit Besetzung und enthaltenem Songmaterial bei Tilch.
- 1957/01: Come Go With Me / How Can I Find True Love? – Fee Bee 205
- 1957/01: Come Go With me / How Can I Find True Love? – Dot 15538 – US-Bestseller-Charts #4, US-Top100 #5, US-Radio-Charts #6, US-Juke-Box-Charts #6 – US-R'n'B #2
- 1957/04: Whispering Bells / Don't Be A Fool – Fee Bee 214 (veröffentlicht unter The Del-Vikings feat. Krips Johnson)
- 1957/05: Whispering Bells / Don't Be A Fool – Dot 15592 – US-Top100 #9, US-Bestseller-Charts #10, US-Radio-Charts #19 – US-R'n'B #5
- 1957/05: Cool Shake / Jitterbug Mary – Mercury 71132 – US-Radio-Charts #12, US-Top100 #46 – US-R'n'B #9